# درد دیواره قفسه سینه
درد دیواره قفسه سینه یا کوستوکندریت (انگلیسی: Costochondritis) التهاب غضروفی است که دنده را به استخوان جناغ سینه متصل می‌کند. درد ناشی از درد دیواره قفسه سینه ممکن است شبیه به حمله قلبی یا سایر بیماری‌های قلبی باشد.
کوستوکندریت از دلایل عمده درد قفسه سینه به‌شمار می‌آید. این عارضه به‌طور معمول در غضروف‌هایی اتفاق می‌افتد که دنده‌های فوقانی را به جناغ ناحیه‌ای به نام مفصل جناغی‌دنده‌ای (استرنوکوستال) متصل می‌کند. درد قفسه سینه به علت کوستوکندریت از وضعیت خفیف تا شدید متغیر است. علائم شامل حساسیت و درد هنگام لمس ناحیه قفسه سینه است.
موارد شدید منجر به دردی می‌شود که زندگی روزمره را مختل می‌کند. برخی موارد کوستوکندریت بدون درمان برطرف می‌شوند در حالی که برخی دیگر نیاز به مداخله پزشکی دارند.